# Pseudopoda albolineata
Pseudopoda albolineata là một loài nhện trong họ Sparassidae.
Loài này thuộc chi Pseudopoda. Pseudopoda albolineata được Peter Jäger miêu tả năm 2001.